# Блазень і Венера
«Блазень і Венера» — кінофільм режисера Каріне Фоліянц, що вийшов на екрани в 2008 році.

## Зміст
Мормони свято вірять у Святе Письмо. Але, коли 15-річна Рейчел заявила, що вагітна від святого духу, їй чомусь не повірили. Взагалі, у її викладі, це сталося при прослуховуванні електронного пристрою під назвою "магнітофон", з піснею, яка захопила її душу з тісних рамок мормонських правил. З чисто фізичної сторони, можна сказати, що вона завагітніла від електрики. Принаймні, Рейчел у це твердо вірила. У пошуках батька своєї дитини, вона попрямувала у найближче місто - Лас-Вегас. Там електрики було - хоч відбавляй. Її це не лякало, адже вона виховувалася на Біблії. А у цій книзі про людей все написано.

## Ролі
| Актор             | Роль |
| ----------------- | ---- |
| Олексій Секірін   | -    |
| Анастасія Стоцька | -    |
| Ігор Письменний   | -    |
| Валерій Іваков    | -    |
| Микола Добринін   | -    |
| Ольга Хохлова     | -    |
| Ольга Ряшина      | -    |
| Людмила Нільська  | -    |
| Олена Захарова    | -    |
| Тетяна Кравченко  | -    |

## Знімальна група
- Режисер — Каріне Фоліянц
- Сценарист — Каріне Фоліянц
- Продюсер — Валентин Опалєв, Олександр Разаренов, Влад Ряшин
- Композитор — Ерік Колвін